# Caragana grandiflora
Caragana grandiflora là một loài thực vật có hoa trong họ Đậu. Loài này được (M.Bieb.) DC. miêu tả khoa học đầu tiên.